# 加藤玲奈 (アイドル)
加藤 玲奈（かとう れな、1997年〈平成9年〉7月10日 - ）は、日本のファッションモデル、美容師、女優、元アイドルであり、女性アイドルグループ・AKB48の元メンバーである。愛称は、れなっち、かとれな。千葉県出身。Mama&Son所属。『sweet』のレギュラーモデル。

## 来歴

### 2010年
- 3月、AKB48の第10期生オーディションに合格した[7]。
- 6月22日、研究生「シアターの女神」公演で公演デビュー[8]。

### 2012年
- 1月19日、『AKB48リクエストアワーセットリストベスト100 2012』で83位にランクインした「FIRST LOVE」をソロ歌唱[9]。
- 3月24日にさいたまスーパーアリーナにて開催された『AKB48コンサート 業務連絡。頼むぞ、片山部長！ in さいたまスーパーアリーナ』の2日目公演において、川栄李奈、岩田華怜、高橋朱里、田野優花とともにチーム4への昇格が発表された[10][11]。
- 5月23日、26thシングル『真夏のSounds good !』で初めてシングル選抜メンバーに入る[12]。
- 8月24日、東京ドームで開催された『AKB48 in TOKYO DOME 〜1830mの夢〜』において、チーム再編に伴うチームBへの異動とチーム4の消滅が発表される[13]。
- 10月17日発売の指原莉乃の2ndシングル『意気地なしマスカレード』にユニット「アンリレ」のメンバーとして、川栄李奈、入山杏奈とともに参加[14]。
- 11月1日、チームBに異動[15]。
- 11月3日、チームBウェイティング公演のスターティングメンバーとして、新チームでの活動を開始する[16]。

### 2014年
- 2月24日、Zepp DiverCityで開催された「AKB48グループ大組閣祭り」において、チーム4への異動が発表された[17]。
- 4月24日、チーム4に異動。
- 5月から6月にかけて投票が実施された『AKB48 37thシングル 選抜総選挙』で32位となり、アンダーガールズに選出される[18][19]。
- 8月29日にAKB48の公式ブログにおいて、同月22日に右足アテロームの切除手術を行ったことと3週間の安静期間を設けることが発表された[20]。
- 12月16日、TOKYO DOME CITY HALLで行われた『第4回AKB48紅白対抗歌合戦』において、AKB48メンバーから7人が選抜され結成された新ユニット「ニャーKB with ツチノコパンダ」への参加が発表された[21]。

### 2015年
- 3月26日、さいたまスーパーアリーナで行われた『AKB48春の単独コンサート〜ジキソー未だ修行中!〜』において、チームBへの異動が発表される[22]。
- 4月8日、参加ユニット「ニャーKB with ツチノコパンダ」が、アニメ『妖怪ウォッチ』（テレビ東京）のエンディングテーマ「アイドルはウーニャニャの件」でシングルCDデビュー[23]。
- 5月から6月にかけて投票が実施された『AKB48 41stシングル 選抜総選挙』で28位となり、アンダーガールズに選出される[24][25]。

### 2016年
- 5月から6月にかけて投票が実施された『AKB48 45thシングル 選抜総選挙』で26位となり、アンダーガールズに選出される[26]。

### 2017年
- 5月から6月にかけて投票が実施された『AKB48 49thシングル 選抜総選挙』で21位となり、アンダーガールズに選出される[27]。
- 9月5日、AKSからプロダクション尾木の子会社である「Mama&Son」への所属事務所移籍が発表された[6]。

### 2018年
- 3月28日に初のソロ写真集『誰かの仕業』（宝島社）が発売された[5]。
- 5月から6月にかけて投票が実施された『AKB48 53rdシングル 世界選抜総選挙』で36位となり、ネクストガールズに選出される[28]。

### 2021年
- 12月16日、AKB48のYouTube配信「加藤玲奈 AKB48劇場から緊急生配信SP」で、AKB48を卒業することを発表[29][30]。

### 2022年
- 2月14日、AKB48劇場で卒業公演が開催された[31][32]。
- 2月20日、『根も葉もRumor』劇場盤発売記念オンラインお話し会をもってAKB48メンバーとしての活動を終了した[33][34][35]。AKB48卒業後は芸能活動とともにヘアメイクの仕事に就くことを目指しており[33][34]、2021年から美容学校に通っていた[36]。
- 4月3日、ぴあアリーナMMにて開催されたコンサート『AKB48 LIVE SHOW〜AKBINGO! THE FINAL サヨナラ毛利さん〜』内にて、入山杏奈とともに改めて卒業セレモニーを行った[37]。

### 2023年
- 9月29日、自身のSNSを通して、美容師の免許を取得したことを報告した[38]。

### 2024年
- 4月14日、2つ目のインスタグラムアカウントを開設し、ヘアメイクとしての仕事について投稿している[39]。

### 2025年
- 8月8日、X（旧ツイッター）で一般男性との結婚を発表[40][41]。

## 人物

### AKB48
キャッチフレーズは、「あれぇ? どこ見てるの〜? あっち? こっち?（れなっちー!!）れなっちこと加藤玲奈です」。
11期生の小嶋菜月とは親友と公言するほど親しく、ファンの間でも「れなっつん」の愛称で知られていた。
13期生の北澤早紀は、小学校・中学校時代の同級生で友人であり、小学校1年生から4年生までは同じクラスだった。

#### れなっち総選挙
2015年6月12日にトークアプリ「755」において、ファンからの要望に応じていたところ、立候補者が次々と名乗りを上げた。AKB48グループ以外に、乃木坂46やアイドリング!!!のメンバー、さらには一般のファンも立候補し、立候補者数は125名なった。同年6月15日に「755」で加藤が自身の推しメンを16位から1位まで発表、1位にHKT48の田中菜津美を選出した。これを受けて秋元康総合プロデューサーは楽曲とミュージックビデオを作ることを決めた。「れなっち総選挙選抜」の楽曲「マドンナの選択」は、同年12月9日発売のAKB48のシングル『唇にBe My Baby』のカップリング曲として収録された。
2016年7月10日の『君はメロディー』AKB48グループ夏祭りイベントにおいて、2016年の「れなっち総選挙」詳細をSHOWROOMにて発表。立候補期間は7月17日から8月14日までで髪型をツインテールにして加藤とのツーショットを撮影し、加藤のTwitterに掲載されれば立候補完了とのルールにより168名が立候補した。立候補者は8月15日から26日までSHOWROOMにてアピール配信を行った。8月28日に選抜メンバーを加藤がSHOWROOMにて発表、1位にAKB48チーム8の小栗有以を選出した。加藤自身がプロデュースした選抜メンバー16人での写真集『AKB48れなっち総選挙選抜写真集 16colors』を発売し、前回同様に秋元から楽曲「ハッピーエンド」が提供され、同年11月16日発売のAKB48のシングル『ハイテンション』のカップリング曲として収録された。第2回における選抜メンバーは「レナッチーズ」と命名された。

#### 劇団れなっち「ロミオ&ジュリエット」
加藤プロデュースの舞台劇団れなっち「ロミオ&ジュリエット」は、「れなっち総選挙2017」で企画された「劇団れなっち」の旗揚げ公演である。3回目のれなっち総選挙のテーマが劇団に決まり、プロデューサーにネルケプランニングの松田誠を、責任演出に堤幸彦を迎え、加藤玲奈が座長に就任した。題材は、川尻恵太脚本の「ロミオ&ジュリエット」。オーディションは、AKB48グループメンバー211人が参加して堤幸彦が選考を行い、SHOWROOMでライブ配信された。2018年5月9日 - 13日、白組・黒組のダブルキャストでAiiA 2.5 Theater Tokyoにおいて上演された。

## AKB48での参加楽曲

### シングル選抜楽曲
- 「チャンスの順番」に収録
  - フルーツ・スノウ - 「チーム研究生」名義
- 「桜の木になろう」に収録
  - 黄金センター - 「チーム研究生」名義
- 「Everyday、カチューシャ」に収録
  - アンチ - 「チーム研究生」名義
- 「風は吹いている」に収録
  - 君の背中 - 「アンダーガールズ」名義
  - 蕾たち - 「チーム4+研究生」名義
- 「GIVE ME FIVE!」に収録
  - NEW SHIP - 「スペシャルガールズA」名義
- 真夏のSounds good !
  - ちょうだい、ダーリン!
- 「ギンガムチェック」に収録
  - あの日の風鈴 - 「ウェイティングガールズ」名義
- 「UZA」に収録
  - 次のSeason - 「アンダーガールズ」名義
  - 正義の味方じゃないヒーロー - 「Team B」名義
- 「永遠プレッシャー」に収録
  - 永遠より続くように - 「OKL48」名義
  - 私たちのReason
- 「So long !」に収録
  - Waiting room - 「アンダーガールズ」名義
  - そこで犬のうんち踏んじゃうかね? - 「梅田TeamB」名義
- さよならクロール
  - ロマンス拳銃 - 「Team B」名義
- 「ハート・エレキ」に収録
  - 快速と動体視力 - 「アンダーガールズ」名義
  - Tiny T-shirt - 「Team B」名義
- 「鈴懸の木の道で「君の微笑みを夢に見る」と言ってしまったら僕たちの関係はどう変わってしまうのか、僕なりに何日か考えた上でのやや気恥ずかしい結論のようなもの」に収録
  - Mosh & Dive
  - Party is over
- 「前しか向かねえ」に収録
  - 昨日よりもっと好き - 「Smiling Lions」名義
- ラブラドール・レトリバー
  - ハートの脱出ゲーム - 「Team 4」名義
- 「心のプラカード」に収録
  - 誰かが投げたボール - 「アンダーガールズ」名義
- 希望的リフレイン
  - 目を開けたままのファーストキス - 「Team 4」名義
- 「Green Flash」に収録
  - 春の光 近づいた夏
  - ヤンキーロック
- 僕たちは戦わない
- 「ハロウィン・ナイト」に収録
  - さよならサーフボード - 「アンダーガールズ」名義
  - 一歩目音頭
  - ヤンキーマシンガン
- 唇にBe My Baby
  - 365日の紙飛行機
  - マドンナの選択 - 「れなっち総選挙選抜」名義
  - 金の羽根を持つ人よ - 「Team B」名義
  - 背中言葉
- 君はメロディー
  - LALALAメッセージ - 「AKB48次世代選抜」名義
  - 混ざり合うもの - 「乃木坂AKB」名義
- 翼はいらない
  - 恋をすると馬鹿を見る - 「Team B」名義
- 「LOVE TRIP/しあわせを分けなさい」に収録
  - 伝説の魚 - 「アンダーガールズ」名義
  - BLACK FLOWER
- ハイテンション
  - ハッピーエンド - 「レナッチーズ」名義
- シュートサイン
  - アクシデント中 - 「AKB48 U-19選抜」名義
- 願いごとの持ち腐れ
  - あの頃の五百円玉
- 「#好きなんだ」に収録
  - だらしない愛し方 - 「アンダーガールズ」名義
  - ギブアップはしない - 「キューティーレナッチ」として参加
- 11月のアンクレット
- ジャーバージャ
- Teacher Teacher
  - ロマンティック準備中 - 「Team A」名義
- 「センチメンタルトレイン」に収録
  - 友達じゃないか? - 「ネクストガールズ」名義
- 「NO WAY MAN」に収録
  - 池の水を抜きたい - 「池の水選抜」名義
- 「ジワるDAYS」に収録
  - Generation Change - 「AKB48カップリング選抜」名義
- 「サステナブル」に収録
  - 青春 ダ・カーポ  - 「AKB48カップリング選抜」名義
- 「根も葉もRumor」に収録
  - 離れていても
  - ブラックジャガー  - 「First Generation」名義

### アルバム選抜楽曲
『ここにいたこと』に収録
- High school days - 「チーム研究生」名義
- ここにいたこと - 「AKB48+SKE48+SDN48+NMB48」名義

『1830m』に収録
- 直角Sunshine - 「チーム4」名義
- いつか見た海の底 - 「Up-and-coming girls」名義
- やさしさの地図
- 青空よ 寂しくないか? - 「AKB48+SKE48+NMB48+HKT48」名義

『次の足跡』に収録
- わたし リーフ
- ぽんこつブルース
- 悲しき近距離恋愛 - 「Team B」名義

『ここがロドスだ、ここで跳べ!』に収録
- ここがロドスだ、ここで跳べ!
- 涙は後回し - 「峯岸Team 4」名義

『0と1の間』に収録
- ミュージックジャンキー - 「Team B」名義
- ロザリオ

『サムネイル』に収録
- あの日の自分
- 誕生日TANGO

『僕たちは、あの日の夜明けを知っている』に収録
- 靴紐の結び方
- キスキャンペーン

### その他の参加楽曲
- シングル「初恋は実らない」（2011年5月11日発売） - 「おじゃる丸シスターズ」名義
  - 初恋は実らない（NHKアニメ「おじゃる丸」第14シリーズ（2011年）のエンディング・テーマ）
  - かたつむり〜おじゃる丸シスターズ・バージョン〜（おぐまなみが歌った第13シリーズエンディング・テーマをカバーしたもの）
- シングル「アイドルはウーニャニャの件」（2015年4月8日発売） - 「ニャーKB with ツチノコパンダ」名義
  - アイドルはウーニャニャの件（テレビ東京アニメ「妖怪ウォッチ」第3シリーズのエンディング・テーマ）
  - 不幸中の幸い少女
- ぱちスロAKB48 勝利の女神公演
  - ヘビーローテーション
  - AKBフェスティバル
- ぱちんこ AKB48-3 誇りの丘公演
  - 誇りの丘

#### 配信限定楽曲
- 近いのに離れてる
- 恋人いない選手権

### ミュージックビデオのみ参加楽曲
- 意気地なしマスカレード（2012年10月17日発売） - 「指原莉乃 with アンリレ」名義[注 2]

### 劇場公演ユニット曲
研究生「シアターの女神」公演
- 初恋よ こんにちは
- ロッカールームボーイ

チームB 5th Stage「シアターの女神」
- ロマンスかくれんぼ（前座ガール）
- 嵐の夜には（小森美果のアンダー）
- 初恋よ こんにちは（奥真奈美 → 鈴木紫帆里のアンダー）

チームK 6th Stage「RESET」
- 檸檬の年頃（前座ガールズ）
- 明日のためにキスを（松井咲子のアンダー）

チームA 6th Stage「目撃者」
- ミニスカートの妖精（前座ガールズ）

※全体曲は高橋みなみのアンダー
大場チーム4「僕の太陽」公演
- アイドルなんて呼ばないで
- 向日葵（岩田華怜のアンダー）

梅田チームB ウェイティング公演
- 抱きしめられたら（チームK 5th Stage「逆上がり」、佐藤夏希のポジション）

峯岸チーム4「アイドルの夜明け」公演
- 片思いの対角線

岩本輝雄「青春はまだ終わらない」公演
- ツンデレ!（チームA 5th Stage「恋愛禁止条例」）[64][65]

田中将大「僕がここにいる理由」公演
- 君はペガサス

木﨑チームB「ただいま 恋愛中」公演
- 純愛のクレッシェンド

外山大輔「ミネルヴァよ、風を起こせ」公演
- 口移しのチョコレート

「サムネイル」公演
- すべては途中経過

岡部チームA「目撃者」公演
- 腕を組んで
- ☆の向こう側（8人体制公演時）

「僕の夏が始まる」公演
- 最後にアイスミルクを飲んだのはいつだろう?

## 出演

### 映画
- 劇場版 私立バカレア高校（2012年10月13日公開） - 九音園結花 役
- 二度めの夏、二度と会えない君（2017年9月1日公開） - 菅野瑛子 役[66][67]
- 辻占恋慕（2022年5月21日公開） - 菊地あずき 役[68][69][70]

### テレビドラマ
- マジすか学園2 最終話（2011年7月2日、テレビ東京） - レナ 役
- マジすか学園3 第2話 - 最終話（2012年7月21日 - 10月6日、テレビ東京） - ショッカク 役
- So long ! 第3話（2013年2月13日、日本テレビ） - 島村綾 役
- マジすか学園4（2015年1月20日 - 3月31日、日本テレビ） - ドドブス 役
- マジすか学園5（2015年8月25日、日本テレビ） - ドドブス 役[注 3]
- 劇場霊からの招待状第4話「腐敗」（2015年10月27日、TBS） - 主演・矢代涼香 役[73][74]
- AKBホラーナイト アドレナリンの夜 第23話「もうひとり、いる」（2015年12月24日、テレビ朝日） - 主演・翔子 役[75]
- キャバすか学園 第5話 - 最終話（2016年12月4日 - 2017年1月15日、日本テレビ） - ナマズ / ドドブス 役
- 豆腐プロレス（2017年1月22日 - 7月2日、テレビ朝日） - 加藤玲奈 / キューティーレナッチ 役[76]

### バラエティ番組
- あざとくて何が悪いの? ミニドラマ（2020年11月7日、テレビ朝日系列） - 弘中綾香 役[77][78]

### ラジオ
- リッスン? 2-3（2015年11月度、文化放送） - 月間パーソナリティー

### 舞台
- リーディングシアター「恋工場」（2016年9月19日、ベルサール渋谷ガーデン Cホール）[79]
- 東京マハロ 第20回公演「明日、泣けない女/昨日、甘えた男」（2018年1月18日 - 28日、東京芸術劇場 シアターウエスト） - 茉莉花 役[80][81]
- 劇団れなっち「ロミオ&ジュリエット」（2018年5月9日 - 13日、AiiA 2.5 Theater Tokyo） - 前説[63]
- 舞台「いわかける！ -Sport Climbing Girls-」（2022年2月20日、サンシャイン劇場） - 藤村あすか 役[82]

### CM
- 元気寿司 （2013年8月 - 、香港）渡辺麻友と共演
- ピザハット[83]
  - チージーポケット「ポケットつきました」篇（2014年7月10日 - ）[84]
  - プレミアム4「プレミアムな4」篇（2014年12月 - ）[85]
  - シェフズ・イタリーシリーズ「うっかりミス」篇（2015年1月19日 - ）

### 広告
- em TULLE（2018年2月15日 - 、フリュー） - イメージモデル[86]

### 広報
- 文化放送 「第9回100万円争奪！ラジオCMコンテスト」（2015年8月1日 - 12月15日） - 特別審査員[87]

### ネット配信
- マジすか学園4 外伝（2015年3月31日 - 5月5日、Hulu） - ドドブス 役
- マジすか学園5（2015年8月25日 - 10月27日、Hulu） - ドドブス 役[注 3]
- CROW'S BLOOD（2016年7月23日 - 8月27日、Hulu） - 淀川圭子 役[88]
- AKBラブナイト 恋工場 第40話「運命の君と」（2016年9月15日、ビデオパス・テレ朝動画） - 主演・莉緒 役[89]
- 月刊ドルネク vol.10 ニドナツSP（2017年8月24日 - 、U-NEXT）[90][91]

### イベント
- AQUA XMAS ILLUMINATION2015 点灯式（2015年10月29日、アクアシティお台場） - ゲスト[92][93]
- KANSAI COLLECTION
  - 2017 SPRING＆SUMMER（2017年3月19日、京セラドーム大阪）[94]
  - 2017 AUTUMN＆WINTER（2017年8月30日、京セラドーム大阪）[95]
  - 2024 SPRING＆SUMMER（2024年3月20日、京セラドーム大阪）[96]
- 豆腐プロレス The REAL 2017 WIP CLIMAX in 後楽園ホール（2017年8月29日、後楽園ホール） - キューティーレナッチ 役[97]
- sweet collection
  - sweet collection 2018（2018年4月7日、渋谷ヒカリエ）[98]
  - 創刊20周年記念イベント「sweet collection 2019」（2019年4月13日、渋谷ヒカリエ） - サプライズゲスト[99]
- Rakuten GirlsAward 2019 AUTUMN/WINTER（2019年9月28日、幕張メッセ）[100]

## 書籍

### 共著
- AKB48の木﨑ゆりあ&加藤玲奈と学ぶ お仕事ルール50（2017年3月20日、神宮館）[101]
- 日本一やさしい政治の教科書できました。（2017年7月7日、朝日新聞出版） - 共著：木村草太・津田大介・向井地美音・茂木忍[102]

### 写真集
- AKB48れなっち総選挙選抜写真集 16colors（2017年1月31日、徳間書店） - 掲載およびプロデュース[60][103]
- 誰かの仕業（2018年3月28日、宝島社、撮影：中村和孝）ISBN 978-4-8002-7587-5[104][105][106]

### 雑誌連載
- sweet（2017年12月号 - 、宝島社） - レギュラーモデル
- mini（2018年1月号 - 5月号、宝島社）

### カレンダー
- 卓上 AKB48-152 加藤玲奈 カレンダー2013年（2012年12月7日、ハゴロモ）
- 卓上 加藤玲奈 カレンダー2014年（2013年12月6日、ハゴロモ）
- クリアファイル付（卓上）AKB48 加藤玲奈 カレンダー2015年（2014年12月13日、ハゴロモ）

リンク
- オフィシャルファンクラブ　Rena's dresser https://funkeon.com/fanclub/19